# شاهين فان بوهيمن
شاهين فان بوهيمن (مواليد 25 يناير 2004)، لاعب كرة قدم مغربي-هولندي يجيد اللعب في الدفاع مع نادي الجزيرة في دوري الخليج العربي الإماراتي.

## وصلات خارجية
- شاهين فان بوهيمن على موقع قاعدة بيانات كرة القدم.إي يو (الإنجليزية)
- شاهين فان بوهيمن على موقع Soccerway.com (الإنجليزية)